# Шанхай (фильм)
«Шанхай» (англ. Shanghai) — американо-китайский художественный фильм 2010 года, детективный драматический триллер шведского режиссёра Микаэля Хофстрёма.

## Сюжет
Американский шпион прибывает в оккупированный японцами Шанхай за несколько месяцев до нападения на Перл-Харбор. Там он узнаёт об убийстве своего близкого друга, другого шпиона, и решает вычислить убийцу. Он знакомится с лидером местной триады и капитаном японской контрразведки, встречается с несколькими шпионками, использует осведомителей. Единственное, чего он не знает, это то, что шпион был убит из ревности и это не имеет никакого отношения к шпионажу.

## В ролях
- Джон Кьюсак — Пол Соумс, американский шпион
- Чоу Юньфат — Энтони Ланьтин, лидер шанхайской триады
- Кэн Ватанабэ — Танака, капитан японской контрразведки
- Дэвид Морс — Ричард Астор, начальник американской разведки
- Гун Ли — Анна Ланьтин, участница китайского сопротивления
- Джеффри Дин Морган — Коннор, американский шпион
- Хью Бонневилль — Бэн Санджер, главный редактор местной газеты
- Ринко Кикути — Сумико, китайская шпионка
- Энди Ань Чжицзе (Онь Цзыгит) — Юань, американский осведомитель
- Франка Потенте — Лони, немецкая шпионка

## Факты[1]
- Китайские власти запретили съёмки в своей стране, тогда Шанхай 1940-х годов был воссоздан в Лондоне и Таиланде.
- Какое-то время этим проектом интересовался Джонни Депп, однако актёр так и не принял в нём никакого участия.
- Джон Кьюсак узнал о кастинге случайно и сам предложил свою кандидатуру для фильма.